# Edmund Tersluisen
Edmund Tersluisen (* 19. Dezember 1918 in Krefeld; † 23. April 2006) war ein deutscher Rechtsanwalt, Kommunalpolitiker und Landrat (CDU).

## Leben und Beruf
Nach dem Schulbesuch studierte er Rechtswissenschaften an den Universitäten Köln und Berlin. Das 1. juristische Staatsexamen legte er 1952 in Köln ab. Das 2. juristische Staatsexamen als Referendar absolvierte er 1950 in Düsseldorf. 1948 promovierte Tersluisen.
Von 1947 bis 1949 war er Gerichtsassessor in Köln, danach bis 1951 Richter am Landgericht Köln. Von 1952 war er als Rechtsanwalt und Justitiar in der Privatwirtschaft tätig, bevor er von 1964 bis 1986 einen Lehrauftrag erhielt.
Am 14. Januar 1981 wurde er Honorarprofessor für Bergrecht und Sozialversicherung an der Rheinisch-Westfälischen Technischen Hochschule Aachen.
Er war verheiratet und hatte ein Kind.

## Abgeordneter
Dem Kreistag des Landkreises Aachen, der 1972 im Rahmen der nordrhein-westfälischen Gebietsreform zusammen mit dem Kreis Monschau in den neuen Kreis Aachen aufging, gehörte er vom 28. Oktober 1956 bis zum 3. Mai 1975 an.

## Öffentliche Ämter
Vom 9. November 1969 bis zur Gebietsreform am 31. Dezember 1971 war Tersluisen Landrat des ehemaligen Landkreises Aachen, ab 1. Januar 1972 bis zum 21. Mai 1975 Landrat des neugebildeten Kreises Aachen. 
Er war in zahlreichen Gremien des Landkreistag Nordrhein-Westfalen tätig.

## Ehrungen und Auszeichnungen
Am 31. August 1976 wurde ihm das Bundesverdienstkreuz I. Klasse verliehen. Außerdem erhielt Tersluisen am 20. Juni 1977 die Auszeichnung Ritter des Verdienstordens des Großherzogtums Luxemburg.